# دورنير دو 19
دورنير دو 19  (بالإنجليزية: Dornier Do 19)‏ هي قاذفات ثقيلة بأربع محركات أنتجت في ألمانيا. من صناعة دورنير للطائرات. كان أول طيران لها في 1936. صنع منها 3 طائرة.